# 菊池市
菊池市（日语：／ Kikuchi shi */?）是位於日本熊本縣北部的城市。西南部為熊本平原，東部為阿蘇外輪山的西側地區。當地以菊池米而聞名。

## 人口
| 菊池市人口分布圖 |                                               |  |
| 菊池市與日本全國年齡別人口分布比較圖 （2005年資料） | 菊池市的年齡、男女別人口分布圖 （2005年資料） |  |
| ■紫色是菊池市 ■綠色是全国 | ■藍色是男性 ■紅色是女性                       |  |
| 菊池市人口變化 \| 1970年 \| 50,211人 \| \| \| 1975年 \| 48,268人 \| \| \| 1980年 \| 49,527人 \| \| \| 1985年 \| 50,831人 \| \| \| 1990年 \| 51,610人 \| \| \| 1995年 \| 52,545人 \| \| \| 2000年 \| 52,636人 \| \| \| 2005年 \| 51,862人 \| \| \| 2010年 \| 50,194人 \| \| \| 2015年 \| 48,167人 \| \| \| 2020年 \| 46,416人 \| \| |                                               |  |
| 資料來源：日本總務省統計中心提供之人口普查數據 |                                               |  |
| 1970年 | 50,211人                                      |  |
| 1975年 | 48,268人                                      |  |
| 1980年 | 49,527人                                      |  |
| 1985年 | 50,831人                                      |  |
| 1990年 | 51,610人                                      |  |
| 1995年 | 52,545人                                      |  |
| 2000年 | 52,636人                                      |  |
| 2005年 | 51,862人                                      |  |
| 2010年 | 50,194人                                      |  |
| 2015年 | 48,167人                                      |  |
| 2020年 | 46,416人                                      |  |

## 歷史
當地在7世紀後半為防衛九州，曾建造古代山城鞠智城。菊池過去曾為大宰府府官之名族菊池氏的根據地，也是九州的政治和文化中心。

### 年表
- 1889年4月1日：實施町村制，現在的轄區在當時分屬：
  - 菊池郡：隈府町、菊池村、河原村、水源村、龍門村、迫間村、花房村、戶崎村、加茂川村、砦村、旭野村
  - 合志郡：清泉村・田島村、泗水村、北合志村、護川村
- 1896年4月1日：合志郡被併入菊池郡。
- 1954年11月1日：加茂川村、砦村、清泉村合併為七城村。
- 1955年4月1日：田島村、泗水村合併為泗水村。
- 1956年5月1日：旭野村、北合志村合併為旭志村（日语：旭志村）。
- 1956年8月1日：護川村被廢除，其中的川邊地區和尾足地區被併入旭志村（其餘地區被併入大津町）。
- 1956年9月1日：隈府町、菊池村、河原村、水源村、龍門村、迫間村、花房村、戶崎村合併為的菊池町。
- 1957年2月1日：鹿本郡菊鹿村的稗方地區被併入菊池町。
- 1958年8月1日：菊池町改制為菊池市。
- 1961年4月1日：泗水村改制為泗水町。
- 1968年11月1日：七城村改制為七城町（日语：七城町）。
- 2005年3月22日：菊池市、七城町、泗水町、旭志村合併為新設立的菊池市。

### 變遷表
| 1889年以前                    | 1889年4月1日                        | 1889年 - 1944年             | 1945年 - 1954年             | 1955年 - 1988年                    | 1955年 - 1988年                    | 1989年 - 現在        | 現在                 |
| ----------------------------- | ----------------------------------- | --------------------------- | --------------------------- | ---------------------------------- | ---------------------------------- | -------------------- | -------------------- |
|                               | 隈府町                              | 隈府町                      | 隈府町                      | 1956年9月1日 菊池町                | 1958年8月1日 菊池市                | 2005年3月22日 菊池市 | 2005年3月22日 菊池市 |
|                               | 河原村                              |                             |                             | 1956年9月1日 菊池町                | 1958年8月1日 菊池市                | 2005年3月22日 菊池市 | 2005年3月22日 菊池市 |
|                               | 水源村                              |                             |                             | 1956年9月1日 菊池町                | 1958年8月1日 菊池市                | 2005年3月22日 菊池市 | 2005年3月22日 菊池市 |
|                               | 迫間村                              |                             |                             | 1956年9月1日 菊池町                | 1958年8月1日 菊池市                | 2005年3月22日 菊池市 | 2005年3月22日 菊池市 |
|                               | 龍門村                              |                             |                             | 1956年9月1日 菊池町                | 1958年8月1日 菊池市                | 2005年3月22日 菊池市 | 2005年3月22日 菊池市 |
|                               | 戶崎村                              |                             |                             | 1956年9月1日 菊池町                | 1958年8月1日 菊池市                | 2005年3月22日 菊池市 | 2005年3月22日 菊池市 |
|                               | 花房村                              |                             |                             | 1956年9月1日 菊池町                | 1958年8月1日 菊池市                | 2005年3月22日 菊池市 | 2005年3月22日 菊池市 |
|                               | 菊池村                              |                             |                             | 1956年9月1日 菊池町                | 1958年8月1日 菊池市                | 2005年3月22日 菊池市 | 2005年3月22日 菊池市 |
|                               | 砦村                                | 砦村                        | 1954年11月1日 七城村        | 1954年11月1日 七城村               | 1968年11月1日 七城町               | 2005年3月22日 菊池市 | 2005年3月22日 菊池市 |
|                               | 加茂川村                            |                             | 1954年11月1日 七城村        | 1954年11月1日 七城村               | 1968年11月1日 七城町               | 2005年3月22日 菊池市 | 2005年3月22日 菊池市 |
|                               | 合志郡 清泉村                       | 1896年4月1日 菊池郡清泉村   | 1954年11月1日 七城村        | 1954年11月1日 七城村               | 1968年11月1日 七城町               | 2005年3月22日 菊池市 | 2005年3月22日 菊池市 |
|                               | 合志郡 泗水村                       | 1896年4月1日 菊池郡泗水村   | 1896年4月1日 菊池郡泗水村   | 1955年4月1日 泗水村                | 1961年4月1日 泗水町                | 2005年3月22日 菊池市 | 2005年3月22日 菊池市 |
|                               | 合志郡 田島村                       | 明治29年4月1日 菊池郡田島村 | 明治29年4月1日 菊池郡田島村 | 1955年4月1日 泗水村                | 1961年4月1日 泗水町                | 2005年3月22日 菊池市 | 2005年3月22日 菊池市 |
|                               | 旭野村                              | 旭野村                      | 旭野村                      | 1956年5月1日 旭志村                | 旭志村                             | 2005年3月22日 菊池市 | 2005年3月22日 菊池市 |
|                               | 合志郡 北合志村                     | 1896年4月1日 菊池郡北合志村 | 1896年4月1日 菊池郡北合志村 | 1956年5月1日 旭志村                | 旭志村                             | 2005年3月22日 菊池市 | 2005年3月22日 菊池市 |
|                               | 合志郡 護川村                       | 1896年4月1日 菊池郡護川村   | 1896年4月1日 菊池郡護川村   | 1956年8月1日 併入旭志村            | 旭志村                             | 2005年3月22日 菊池市 | 2005年3月22日 菊池市 |
| 大津町                        | 合志郡 護川村                       | 1896年4月1日 菊池郡護川村   | 1896年4月1日 菊池郡護川村   |                                    |                                    |                      |                      |
|                               | 合志郡 大津町                       | 1896年4月1日 菊池郡大津町   | 1896年4月1日 菊池郡大津町   |                                    |                                    |                      |                      |
|                               | 合志郡 陣內村                       | 1896年4月1日 菊池郡陣內村   | 1896年4月1日 菊池郡陣內村   |                                    |                                    |                      |                      |
|                               | 合志郡 平真城村                     | 1896年4月1日 菊池郡平真城村 | 1896年4月1日 菊池郡平真城村 |                                    |                                    |                      |                      |
|                               | 阿蘇郡 錦野村的外枝、錦野、岩坂地區 |                             |                             |                                    |                                    |                      |                      |
|                               | 合志郡 瀨田村                       | 1896年4月1日 菊池郡瀨田村   | 1896年4月1日 菊池郡瀨田村   |                                    |                                    |                      |                      |
| 1956年8月1日 併入阿蘇郡長陽村 | 1956年8月1日 併入阿蘇郡長陽村       | 1896年4月1日 菊池郡瀨田村   | 1896年4月1日 菊池郡瀨田村   | 2005年2月13日 合併為阿蘇郡南阿蘇村 | 2005年2月13日 合併為阿蘇郡南阿蘇村 |                      |                      |

## 交通

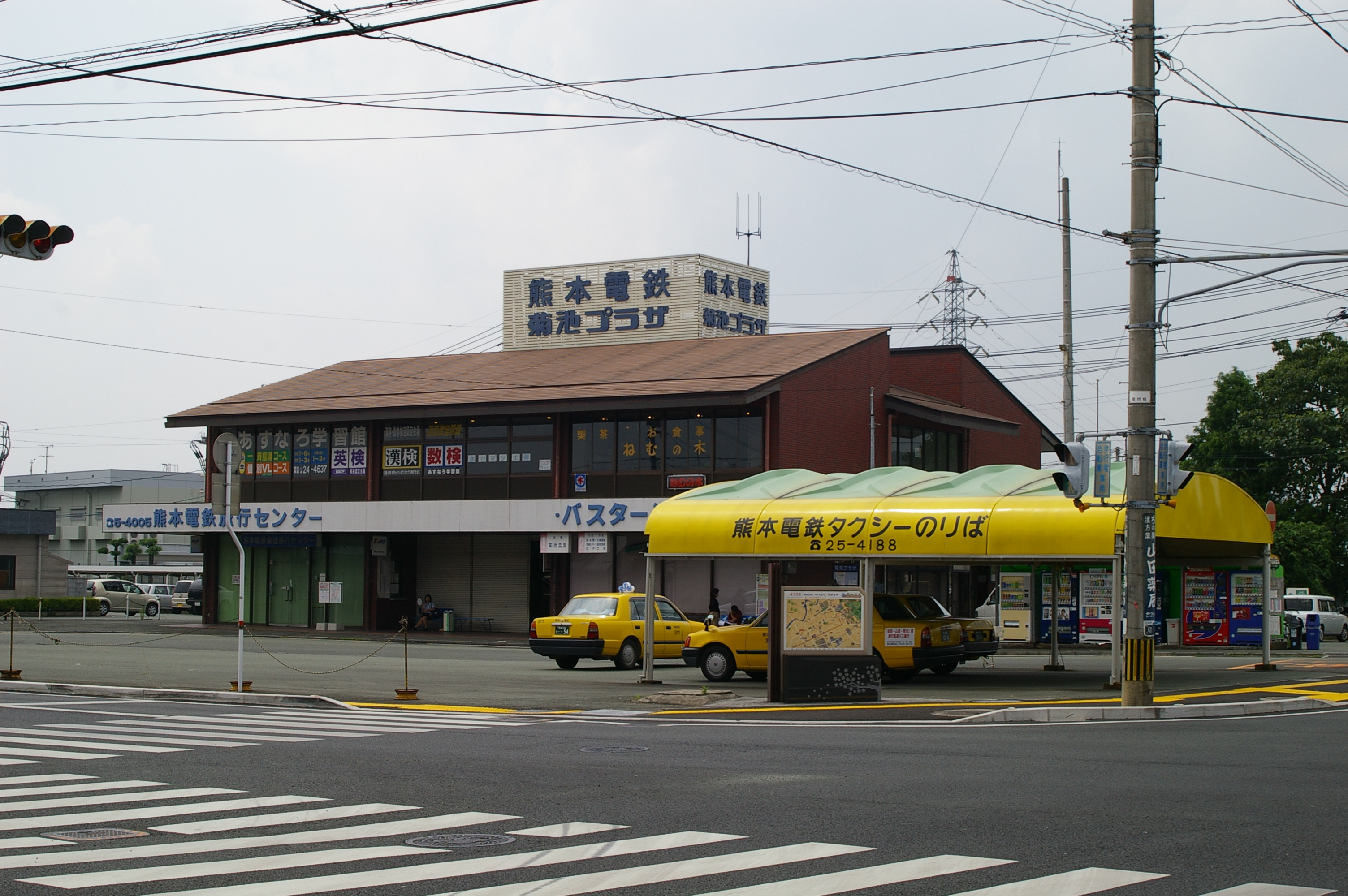
菊池廣場，為舊菊池車站所在地

### 鐵路
過去曾有熊本電氣鐵道菊池線，但轄區內路段已於1986年2月15日停駛。
- 熊本電氣鐵道
  - 菊池線：富之原車站 - 廣瀨車站 - 深川車站 - 菊池車站

## 觀光資源
景點
- 菊池温泉（日语：菊池温泉）
- 菊池神社（日语：菊池神社）
- 菊池溪谷（日语：菊池溪谷）
  - 四十三萬瀑布：日本瀑布百選之一
  - 菊池水源：名水百選之一
  - 鞍岳步道：步道百選之一
  - 紅葉灘：紅葉狩之一
  - 菊池溪谷自然休養林：水源之森百選之一
- 泗水孔子公園

## 教育
高等學校
- 熊本縣立菊池高等學校（日语：熊本県立菊池高等学校）
- 熊本縣立菊池農業高等學校（日语：熊本県立菊池農業高等学校）
- 菊池女子高等學校（日语：菊池女子高等学校）

## 姊妹、友好都市

### 日本
- 遠野市（岩手縣）：由於遠野市有多達25%的居民姓菊池，為全日本最多的城市，因此兩地締結為友好城市。[3]
- 西米良村（宮崎縣兒湯郡）

### 海外
- 金堤市（韓國全羅北道）：於1985年4月締結為姊妹都市。[4]
- 泗水縣（中華人民共和國 山東省濟寧市）：於1994年9月締結為友好都市。[5]

## 本地出身之名人
- 魚住汎英：眾議院議員
- 平山正剛：律師、前日本律師連合會會長
- エスパー伊東：喜劇演員
- 千葉繁：俳優、配音員
- 坂口千仙：前職業棒球選手
- 八方山主計：前大相撲力士
- 德川惠理：排球選手
- 江里口匡史：田徑選手

## 外部連結
- （日語） 菊池觀光協會 （页面存档备份，存于）
- （日語） 菊池夢美術館
- （日語） 菊池廣域聯合 （页面存档备份，存于）